# Kerry Condon
Kerry Condon (Thurles, 9 gennaio 1983) è un'attrice irlandese.
Nel 2022 ottiene il plauso della critica per la sua performance nella pellicola Gli spiriti dell'isola, con il quale si è aggiudicata il BAFTA alla migliore attrice non protagonista e ha ricevuto la sua prima candidatura al Golden Globe, al Critics' Choice Award, allo Screen Actors Guild Award e al Premio Oscar come migliore attrice non protagonista.

## Biografia
Esordisce ne Le ceneri di Angela, dove interpreta Theresa, una ragazza tisica di cui si innamora il protagonista Frank. Nel 2001, recita con ruoli da protagonista in due drammi teatrali prodotti dalla Royal Shakespeare Company: Il tenente di Inishmore di Martin McDonagh, nel ruolo di Maidread, e Amleto, nel ruolo di Ofelia. Nel 2003, torna a recitare sul grande schermo in Ned Kelly, interpretando Kate Kelly, la sorella del protagonista Ned. Due anni dopo, interpreta Victoria in Danny the Dog. Nel 2005, viene scelta per interpretare Ottavia minore nella serie televisiva Roma, fino al 2007.
Nel 2009, ritorna ancora al cinema, nel ruolo di Masha in The Last Station. Contemporaneamente, recita anche a teatro in Lo storpio di Inishmaan, sempre di McDonagh, ottenendo un Lucille Lortel Award e un Drama Desk Award. Nel 2011, recita nel ruolo di Rachel in This Must Be the Place di Paolo Sorrentino e nella serie televisiva Luck nel ruolo di Rosie. Dal 2015 al 2022 recita nella serie televisiva Better Call Saul, nel ruolo di Stacy Ehrmantraut, la nuora di Mike Ehrmantraut. Dal 2015 è la voce di F.R.I.D.A.Y., l'assistente artificiale di Tony Stark, nei film dell'MCU. Nel 2022 recita nel film Gli spiriti dell'isola, tornando a collaborare con il regista Martin McDonagh. Per il suo ruolo nel film, ha ricevuto una candidatura ai Golden Globes e agli Oscar come miglior attrice non protagonista.

## Filmografia

### Attrice

#### Cinema
- Le ceneri di Angela (Angela's Ashes), regia di Alan Parker (1999)
- Rat, regia di Steve Barron (2000)
- Come Harry divenne un albero (How Harry Became a Tree), regia di Goran Paskaljević (2001)
- Ned Kelly, regia di Gregor Jordan (2003)
- Intermission, regia di John Crowley (2003)
- The Halo Effect, regia di Lance Daly (2004)
- Danny the Dog (Unleashed), regia di Louis Leterrier (2005)
- The Last Station, regia di Michael Hoffman (2009)
- The Runway, regia di Ian Power (2010)
- This Must Be the Place, regia di Paolo Sorrentino (2011)
- The Shore, regia di Terry George – cortometraggio (2011)
- Dom Hemingway, regia di Richard Shepard (2013)
- Brace for Impact - Indagine ad alta quota (Brace for Impact), regia di Michel Poulette (2016)
- Tre manifesti a Ebbing, Missouri (Three Billboards Outside Ebbing, Missouri), regia di Martin McDonagh (2017)
- Bad Samaritan, regia di Dean Devlin (2018)
- Dreamland, regia di Miles Joris-Peyrafitte (2019)
- Gli spiriti dell'isola (The Banshees of Inisherin), regia di Martin McDonagh (2022)
- L'ultima vendetta (In the Land of Saints and Sinners), regia di Robert Lorenz (2023)
- Night Swim, regia di Bryce McGuire (2024)
- F1 - Il film (F1: The Movie), regia di Joseph Kosinski (2025)

#### Televisione
- Ballykissangel – serie TV, episodi 5x10-5x11 (1999)
- Born and Bred – serie TV, episodio 3x09 (2004)
- Roma (Rome) – serie TV, 22 episodi (2005-2007)
- Anatomy of Hope, regia di J. J. Abrams – film TV (2009)
- Five Days – serie TV, episodi 2x01-2x02-2x03 (2010)
- Luck – serie TV, 8 episodi (2011-2012)
- The Walking Dead – serie TV, episodi 4x01-4x08 (2013)
- Believe – serie TV, 10 episodi (2014)
- Better Call Saul – serie TV, 18 episodi (2015-2022)
- Gypsy – serie TV, episodio 1x10 (2017)
- Ray Donovan – serie TV, 9 episodi (2019-2020)
- Ray Donovan: The Movie, regia di David Hollander – film TV (2022)
- Star Wars: Skeleton Crew – serie TV (2024)

### Doppiatrice
- Avengers: Age of Ultron, regia di Joss Whedon (2015)
- Captain America: Civil War, regia di Anthony e Joe Russo (2016)
- Spider-Man: Homecoming, regia di Jon Watts (2017)
- Avengers: Infinity War, regia di Anthony e Joe Russo (2018)
- Avengers: Endgame, regia di Anthony e Joe Russo (2019)

## Riconoscimenti
- Premio Oscar
  - 2023 – Candidatura alla miglior attrice non protagonista per Gli spiriti dell'isola
- Premio BAFTA
  - 2023 – Miglior attrice non protagonista per Gli spiriti dell'isola
- Golden Globe[3]
  - 2023 – Candidatura per la migliore attrice non protagonista per Gli spiriti dell'isola
- Screen Actors Guild Award
  - 2023 – Candidatura alla miglior attrice non protagonista cinematografica per Gli spiriti dell'isola[4]
  - 2023 – Candidatura al miglior cast cinematografico per Gli spiriti dell'isola
- Critics' Choice Awards
  - 2023 – Candidatura per la migliore attrice non protagonista per Gli spiriti dell'isola[5]
  - 2023 – Candidatura per il miglior cast corale per Gli spiriti dell'isola
- Drama Desk Award
  - 2009 – Outstanding Ensemble Performances per The Cripple of Inishmaan[2]
- Lucille Lortel Award
  - 2009 – Outstanding Featured Actress per The Cripple of Inishmaan[1]
- Satellite Award
  - 2023 – Candidatura per la migliore attrice non protagonista per Gli spiriti dell'isola[6]
- ALFS
  - 2022 – Migliore attrice non protagonista per Gli spiriti dell'isola

## Doppiatrici italiane
Nelle versioni in italiano delle opere in cui ha recitato, Kerry Condon è stata doppiata da:
- Myriam Catania ne Le ceneri di Angela, This Must Be the Place, Dreamland, Gli spiriti dell'isola
- Domitilla D'Amico in Danny the Dog, Roma, F1 - Il film
- Federica De Bortoli in Come Harry divenne un albero, Night Swim
- Elena Perino in Luck, Tre manifesti a Ebbing, Missouri
- Barbara De Bortoli in Ray Donovan, Ray Donovan: The Movie
- Renata Bertolas in Ned Kelly
- Chiara Gioncardi in The Last Station
- Ilaria Latini in The Walking Dead
- Benedetta Degli Innocenti in Believe
- Daniela Calò in Better Call Saul
- Alessia Amendola in Brace for Impact - Indagine ad alta quota
- Angela Brusa ne L'ultima vendetta
- Valentina Mari in Star Wars: Skeleton Crew

Da doppiatrice è sostituita da:
- Jolanda Granato in Avengers: Age of Ultron, Captain America: Civil War, Spider-Man: Homecoming, Avengers: Infinity War, Avengers: Endgame